# Louis Bouilhet

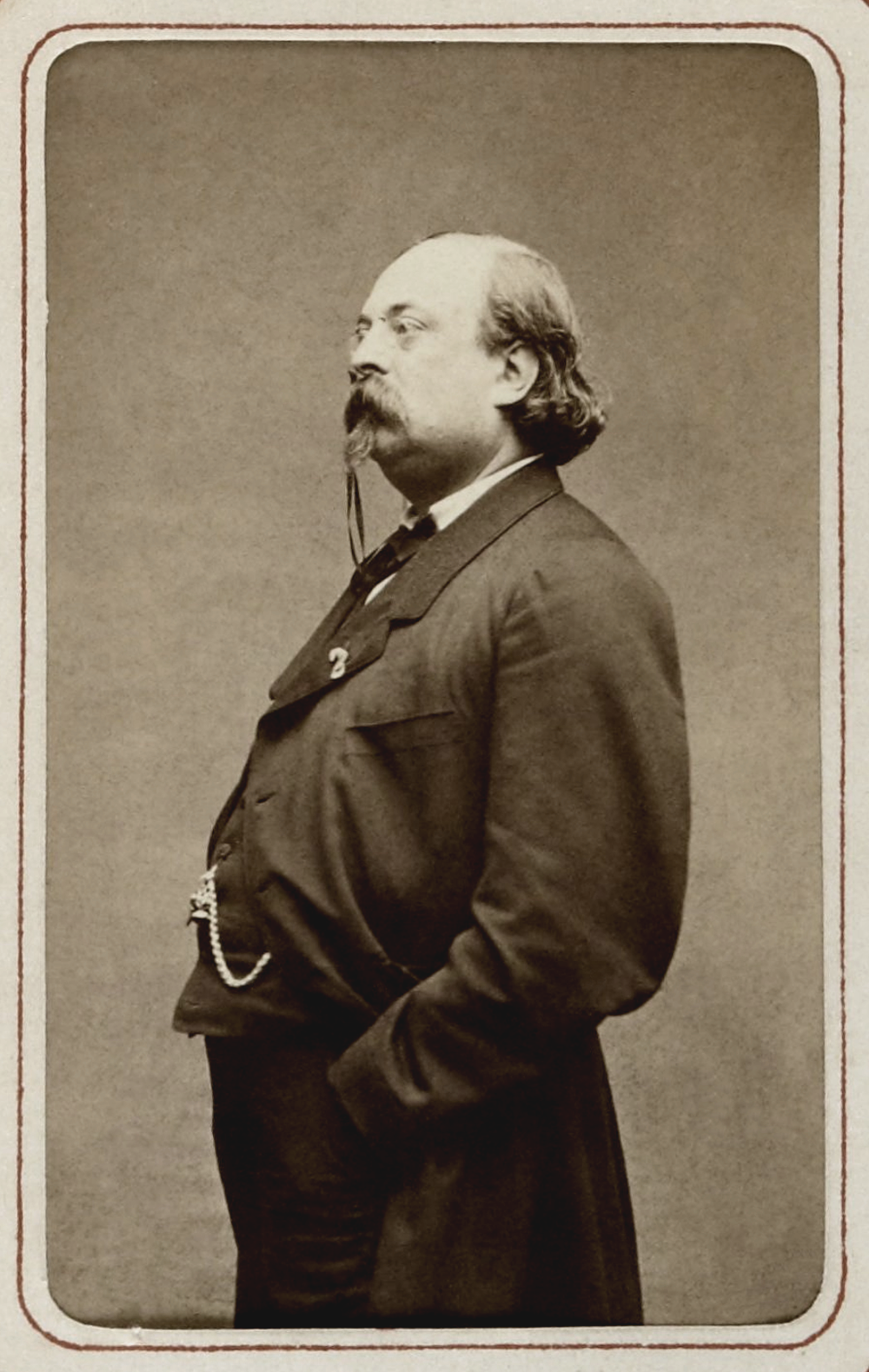
Louis Bouilhet von Étienne Carjat, 1864

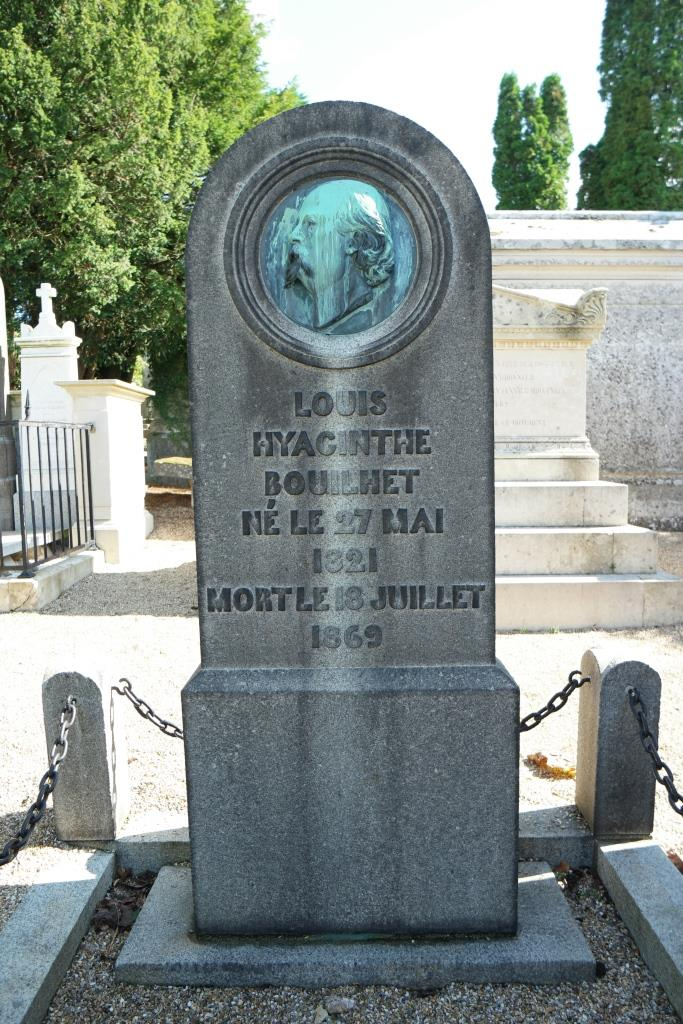
Grab von Louis Bouilhet auf dem Cimetière Monumental in Rouen

Louis-Hyacinthe Bouilhet (* 27. Mai 1822 in Cany (Département Seine-Maritime); † 18. Juli 1869 in Rouen) war ein französischer Dichter und Dramatiker.

## Leben und Werk
Louis-Hyacinthe Bouilhet war ein Schulkamerad von Gustave Flaubert, mit dem er befreundet war. Ein von ihm begonnenes Studium der Medizin gab er auf, um seiner Neigung zur Dichtkunst folgen zu können. Er wohnte nun abwechselnd in Rouen und Nantes sowie bisweilen kurzzeitig in Paris. Am 18. Juli 1869 starb er im Alter von 47 Jahren in Rouen als Bibliothekar dieser Stadt.
Er begründete seinen Ruf als lyrischer Poet durch zwei Dichtungen, die zuerst in der Revue de Paris und später in gesonderten Drucken erschienen. Die erste war Melaenis, conte romain (1851), ein Sittengemälde aus dem römischen Leben zur Zeit des Kaisers Commodus. Diesem Werk folgte Les fossiles (1851), eine Darstellung der Geschichte der Erde von ihrem Beginn bis zum mutmaßlichen Untergang, und erregte Bewunderung, weil darin ein wissenschaftliches Thema als Stoff für poetische Darstellung gewählt war. Die kleineren Gedichte Bouilhets erschienen gesammelt unter dem Titel Poésies. Festons et astragales (1859).
Bouilhets 1856 auf dem Odéontheater aufgeführtes Drama Madame de Montarcy erntete lebhaften Beifall, weil es die seit langer Zeit von der französischen Bühne abhanden gekommene metrische Form wieder aufleben ließ. Noch mehr Anklang fanden die versifizierten Dramen Hélène Peyron (1858) und insbesondere La conjuration d’Amboise (1866). Diese Tragödien zeichnen sich durch Bilderreichtum, blühenden Stil und glänzenden Rhythmus aus, entbehren aber eines einheitlichen Plans und oft der Moralität. An denselben „Fehlern“ leiden sein Lustspiel L’oncle million (1861, in Versen) und sein – als einziges seiner Stücke in Prosa abgefasstes – Drama Faustine (1864), am meisten aber sein nachgelassenes Drama Mademoiselle Aïssé (1872). Alle drei wurden wenig günstig aufgenommen, und auch sein Drama Dolorès (1862) blieb ohne Erfolg.
Aus Bouilhets Nachlass erschienen noch Dernières chansons (1872; in neuer Ausgabe, mit den Festons und Melaenis 1881). Marie Claire Bancquart gab 1967 Bouilhets Briefe an Louise Colet heraus.